# Akira Konno
Akira Konno (jap. 今野 章 Konno Akira; ur. 12 września 1974) – japoński piłkarz występujący na pozycji pomocnika.

## Kariera klubowa
Od 1997 do 2006 roku występował w klubach Júbilo Iwata i Kawasaki Frontale.